# 김창성 (배우)
김창성(Chang Sung Kim, 1960년 1월 3일~)은 아르헨티나의 남자 배우이다.
그는 그라두아도스를 통해서 대중들에게 이름을 알렸으며, 해당 작품을 통해서 타토상(Tato Award)을 수상했다.